# アトレティコ・ベラクルス
クルブ・デポルティーボ・アトレティコ・ベラクルス（スペイン語: Club Deportivo Atlético Veracruz）、略称アトレティコ・ベラクルスは、メキシコ・ベラクルス州ボカ・デル・リオに本拠地を置くサッカークラブである。

## 歴史
CDベラクルスの系列チームとして2013年に設立。2016年にクラブは一度消滅するが、2020年に新設されたリーガ・デ・バロンピエ・メヒカーノに参入するために再設立された。
2020年6月、アルゼンチン系メキシコ人のルーカス・アジャラが監督に就任することが発表された。